# Tauplitz
Tauplitz è una frazione di 1 005 abitanti del comune austriaco di Bad Mitterndorf, nel distretto di Liezen (Stiria). Già comune autonomo, il 1º gennaio 2015 è stato aggregato a Bad Mitterndorf assieme all'altro comune soppresso di Pichl-Kainisch.

## Sport

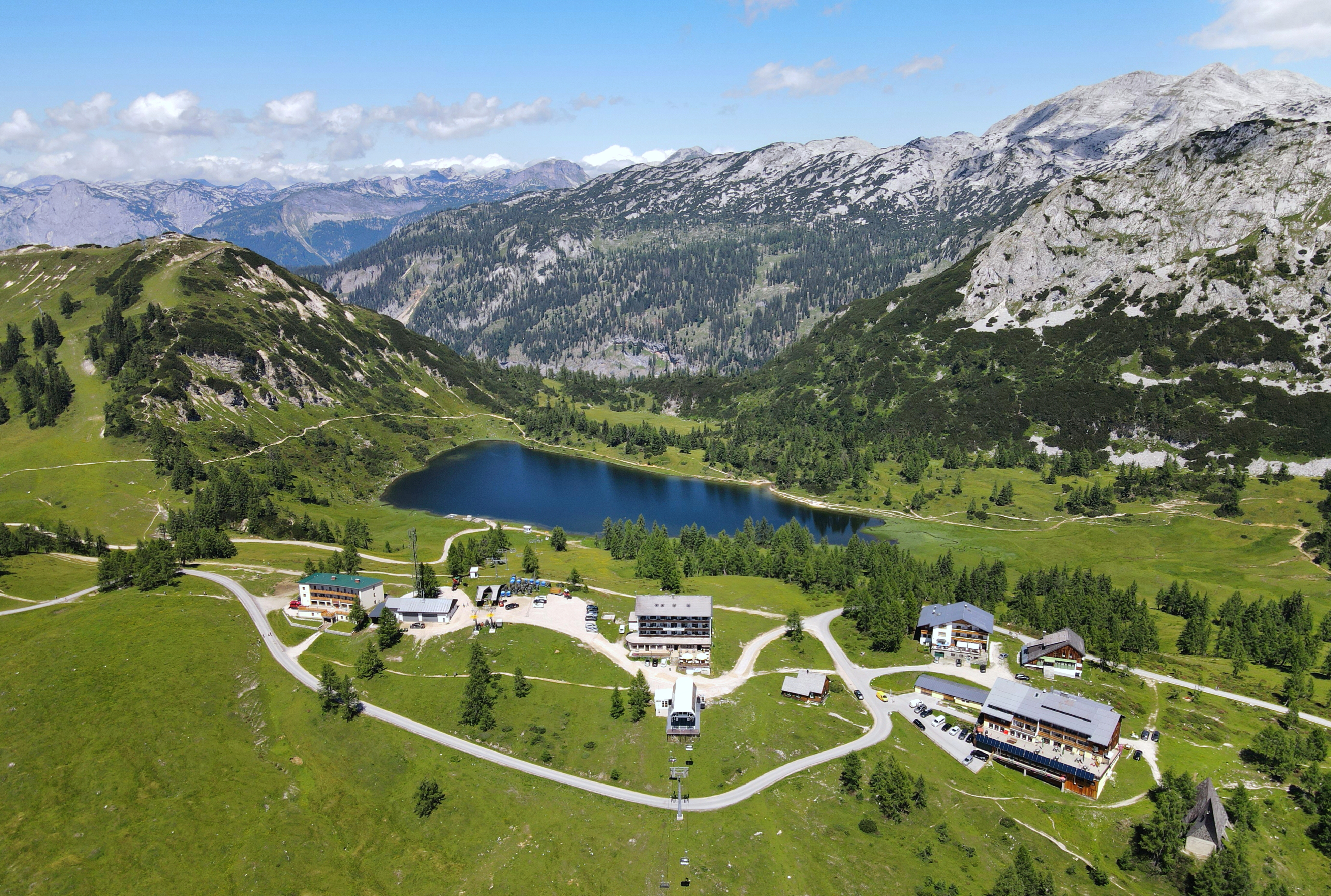
Tauplitzalm

Stazione sciistica specializzata nello sci nordico, ospita uno dei cinque trampolini per il volo con gli sci in funzione nel mondo: il Kulm. Attraverso una seggiovia è possibile raggiungere l'altopiano del Tauplitzalm, attrezzato per la pratica dello sci di fondo e di discesa.
Dal 1950, vi è uno dei cinque trampolini per il volo con gli sci in funzione nel mondo: il Kulm, che ha ospitato gare dei Campionati mondiali di volo con gli sci della Coppa del Mondo di salto con gli sci.